# Poznașa
Poznașa (titlul original: în maghiară )  este un film de comedie maghiar, realizat în 1959 de regizorii Miklós Markos și Mihály Szemes, protagoniști fiind actorii Mari Töröcsik, Gyula Szabó, Ferenc Bessenyei.

## Distribuție
- Mari Töröcsik – Poznașa, Varga Borbála
- Gyula Szabó – Gordon Jóska
- Ferenc Zenthe – Kondor Géza
- Ferenc Bessenyei – directorul
- János Rajz – portarul hotelului
- Ádám Szirtes – maiorul
- Sándor Suka – locotenent-major
- Hédi Váradi – Székely Ica
- Dezsö Garas – Jenõ
- Zoltán Gera – Kócs Dezsõ
- József Horváth – colegul de cameră a lui Gordon
- Ervin Kibédi - electricianul
- Éva Örkényi - soția locotenentului-major
- Sándor Peti - portarul fabricii
- Tibor Benedek - Prohászka Gyula
- Siegfried Brachfeld - ghidul german
- Ilona Kállay - prostituata
- Géza Polgár - Császár